# Ludmila Vaňková
Ludmila Paukertová, rozená Vaňková (9. května 1927, Praha – 3. února 2022) byla česká prozaička a autorka románů zejména s historickou tematikou.

## Život
Narodila se jako druhá dcera do pražské rodiny vrchního ředitele Národní banky JUDr. Václava Vaňka. Ten byl roku 1942 popraven gestapem. Zatímco sestra Blanka absolvovala operní zpěv na Pražské konzervatoři, Ludmila vystudovala sociologii a psychologii na Univerzitě Karlově. Roku 1948 byla z FF UK z politických důvodů vyloučena (neboť byla členkou České strany národně sociální). Doktorát tak dokončila po více než dvaceti letech (1971, práce Člověk a kniha).
Zajímala se o divadlo. Po absolvování reformního reálného dívčího gymnázia roku 1945 studovala Pražskou konzervatoř, tu však nedokončila. Později byla přijata na právě se etablující univerzitu DAMU, kam však, vzhledem k udělenému vyloučení ze studií, nikdy nenastoupila. Nadále působila v ochotnickém divadle.
Literární prvotinou Ludmily Vaňkové se stala divadelní hra Princezna a šašek. Roku 1962 vyšla v Dilii jako cyklostylovaný scénář pro potřebu divadel.
Vaňková nejprve pracovala jako sekretářka v nakladatelstvích Evropský literární klub a Československý spisovatel, později také v redakci časopisů Nový život a Divadlo. V letech 1964–1972 byla tiskovou redaktorkou ve Státním nakladatelství dětské knihy (SNDK), pozdějším Albatrosu. Roku 1968 vstoupila do KSČ, ale následujícího roku ze strany vystoupila. V letech 1973–1977 pak pracovala jako výhybkářka v železniční stanici Karlštejn.
V letech 1968–1969 publikovala v časopise Tvář úryvky z díla Skrytý život Salvatora Dalího. Titul začala překládat na žádost avantgardních výtvarníků ze skupiny Devětsil (kniha později vyšla u NLN).
V redakci Československého spisovatele se seznámila se svým budoucím manželem, výtvarníkem Josefem Paukertem (syn Jan Paukert je příležitostným hudebním skladatelem; filmy Dům pro dva, Maseba, Návštěvníci).
Po roce 1990 působila jako členka městského zastupitelstva v Řevnicích.
Zdraví Ludmily Paukerové se postupně zhoršovalo po zlomenině nohy. Zemřela 3. února 2022.

## Stručné shrnutí díla
Psala zejména dobrodružné historické romány, často lyricky laděné. Historie sice zaznamenává lidské osudy a jejich hrdinské skutky, příliš ale nevypovídá o jejich osobním, natož milostném životě.
Respektovala doložená historická fakta. Nešlo jí ale o suché ztvárnění určité epochy. Snažila se především o poutavé vylíčení osobních dramat hrdinů, která jsou často určována jedním dominantním rysem (láska, politická ctižádost, nezkušenost mládí...). Dokázala mistrně skloubit soukromé osudy postav (historicky doložených i fiktivních) s dějinným pozadím. Často používala vnitřní monology, díky nimž se charaktery postav stávaly složitějšími. Autorka tak umožňovala čtenáři obvyklé školní "busty" (Karel IV. apod.) poznat i po lidské stránce, byť fiktivní.
V jejích románech se tak dozvídáme mnohé historicky věrné detaily, motivace hrdinů je ovšem pouhou autorčinou fikcí. Publikace „Mosty přes propast času“, „Čas čarodějů“ a „Genesis“ lze řadit již do literatury science fiction.

### Historické romány
- Zrození království
  - Příběh mladšího bratra (1169–1190) – Vladislav II. získal královský titul od císaře Fridricha Barbarossy, ale nebyl dědičný, proto nejstarší syn Bedřich a jeho mladší bratr Přemysl Otakar ztratili rázem český trůn. Než se jim během dvou desetiletí podaří obnovit otcovo království, musí vést války s ostatními přemyslovskými knížaty, bojovat za císaře v Itálii a podniknout s ním křižácké tažení do Svaté země. Vydáno roku 2008.
  - Kdo na kamenný trůn (1190–1198) – čtenáři opustili Přemysla Prvního Otakara ve Svaté zemi, kam se vypravil s křížovou výpravou císaře Barbarossy, která se u cíle téměř rozpadla, ale o rok později ji zachrání anglický král Richard Lví srdce. Zatímco se krkolomně vracel přes Itálii, kde podpořil mladého císaře Jindřich, vlády v Čechách se nejprve zmocnil kníže Václav a později i pražský biskup Jindřich Břetislav. Nejvíce Přemyslovi pomohla věrnost bratra Vladislava. Ten nastoupil na trůn, aby ho mohl bezpečně předat staršímu bratrovi, kterého uznal králem i císař. Dlouhým odloučením utrpělo Přemyslovo manželství a intriky mezi příbuznými ho nakonec donutí zapudit Adlétu Míšeňskou. Vydáno roku 2008.
  - Cestou krále (1198–1213) – v letech 1198–1213, kdy se román odehrává, uzavřel Přemysl Otakar I. druhé manželství s vášnivou uherskou princeznou Konstancií a diplomatickým úsilím a statečností v čele svých rytířů pozvedl České království mezi nejmocnější země Evropy. Vydáno roku 2009.
  - Dítě z Apulie (doplnění královských ság mezi Cestou krále a Král železný, král zlatý) – román zachycuje významné události v českých zemích i Evropě za císaře Fridricha II., nazývaného Dítě z Apulie. Vydáno roku 2011.
  - Zapomenutý král (1231–1246) – román z doby vlády Václava I., často opomíjeného ve srovnání se svým otcem a synem, který se věnuje i boji s Mongoly a usmíření s rakouským vévodstvím. Vydáno roku 2015.

- Lev a růže (tetralogie)
  - Král železný, král zlatý (1231–1271) – vzestup a úspěchy Přemysla Otakara II. a vztah k ženám v jeho životě. Vydáno roku 1977.
  - Zlá léta (1278–1283) – líčí období po bitvě na Moravském poli, kterou kniha začíná. Václav II. je nezletilý, vládne za něj bratranec Ota Braniborský a zemi drancují Braniboři. Svou moc upevňuje Záviš z Falkenštejna, se kterým se milostně zaplete ovdovělá královna Kunhuta. V pozadí událostí se odehrává příběh Falkenštejnovy dcery Ulriky. Vydáno roku 1978.
  - Dědici zlatého krále (1283–1290) – vrcholí spory mezi králem a mocnou jihočeskou šlechtou. Hlavním tématem je konfliktní ambivalentní vztah Václava II. a Záviše z Falkenštejna. Ústřední motiv doplňuje dokončení milostného příběhu Ulriky z Falkenštějna a Hynka z Lichtemburka z předchozí knihy. Vydáno roku 1979.
  - Žebrák se stříbrnou holí (1291–1304) – závěrečný díl. Vyvrcholení vlády Václava II., kterému se díky stříbru a obratné politice podařilo vytvořit středoevropskou říši tří království. Vydáno roku 1987.

- Tajemství opuštěného přemyslovského trůnu
  - Královský nach tě neochrání (1305–1309) – jako by se osud chtěl zlomyslně zmařit touhy a plány všem hrdinům a donutit je, aby projevili své pravé city a charaktery. Po zavraždění posledního Přemyslovce Václava III. zachvátí království chaos a rukou úkladného vraha jsou zabiti i další hrdinové. Následují tři roky politických intrik českého panstva a evropských panovnických rodů, které se snaží uchvátit stříbronosné Čechy Vydáno roku 1984.
  - Od trůnu dál (1309–1323) – královna vdova Viola může otevřeně projevit svou lásku k Petru z Rožmberka, jejich svatba je však stále oddalována intrikami Elišky Přemyslovny a soupeřením nejvlivnějších šlechtických rodů. Autorka dovedla do konce osudy postav, které se historikům většinou ztratily v bouřlivé a nepřehledné době po nástupu Lucemburků na český trůn. Vydáno roku 1999.

- Lucemburská trilogie
  - První muž království (1309–1316) – prvním mužem království v tomto románu je pan Jindřich z Lipé. Právě on byl jazýčkem na vahách ve sporu o uprázdněný přemyslovský trůn mez Jindřichem Korutanským a Rudolfem Habsburským a byl to on, kdo zajistil volbu Jana Lucemburského za českého krále a jeho sňatek s Eliškou Přemyslovnou. Vydáno roku 1983.
  - Rab z Rabštejna (1316–1320) – levoboček Oldřich Pluh touží postavit se na roveň svých nepřátel a ještě je převýšit. Významnou roli má i královna Eliška, jejíž přemyslovská pýcha a ctižádostivost, vášeň i neuspokojená touha milovat se blíží k tragickému rozuzlení. Vydáno roku 1985.
  - Roky před úsvitem (1320–1325) – Jan Lucemburský si v Čechách vysloužil nevlídnou přezdívku "král cizinec". České království bylo bez krále, který vyhledával dobrodružství ve vzdálených cizích zemích. V evropské politice se nestalo nic důležitého, pokud na tom neměl podíl český král, a ani v žádné bitvě se nic nerozhodlo, když se jí nezúčastnil král Jan a po jeho boku české rytířstvo. Vydáno roku 1993.

- Orel a Lev (hexalogie o Karlovi IV.)
  - Cval rytířských koní (1330–1339) – mladý kralevic Karel po rytířských dobrodružstvích v severní Itálii a Korutanech přichází na prosbu českých pánů do Čech a v jeho životě nastává rozhodující obrat. Manželství krále Jana s Eliškou Přemyslovnou nebylo šťastné, ale Karel cítil ve své matce mučednici a druhé otcovo manželství s Beatrix bere jako křivdu na zemřelé. Mezi otcem a synem narůstá nevraživost a před královým hněvem musí Karel prchnout do Itálie, i když už se rýsuje jejich konečné smíření. Vydáno roku 1988.
  - Dvojí trůn (1340–1346) – Osleplý Jan Lucemburský zasahuje prozíravě do politických intrik v Evropě, aby upravil svému synovi Karlu IV. cestu k císařské koruně. Na římském trůnu však zatím sedí zrádný Ludvík Bavor, který proti sobě popudil celou říši i papeže. Jasnou odpovědí na jeho žalostnou politiku proto bylo zvolení Karla novým římským králem. Román vrcholí bitvou u Kresčaku, kde rytířsky zemřel král Jan. Karel však stál v této bitvě na straně poražených a mezi Kresčakem a jeho mocenskou základnou v Čechách leží území úhlavního nepřítele. Vydáno roku 1989.
  - Orel a had (1346–1355) – po bitvě u Kresčaku zasáhla do Karlova života ještě třikrát smrt – manželky Blanky, malého syna Václava a druhé ženy Anny Falcké, která nedokázala porozumět svému choti, když mu po vážném zranění zůstala zmrzačená postava a zjizvená tvář. Až třetí manželství s Annou Svídnickou a dobrodružná cesta do Říma k císařské korunovaci opět umocní Karlovy panovnické úspěchy a slávu. Vydáno roku 1990.
  - Od moře k moři (1355–1362) – od moře k moři se rozprostírá říše císaře Karla. Po římské korunovaci se jí pokouší dát pevný řád a připoutat ji k zlatému jádru vlastní moci, k Českému království. Tento úkol se zdá téměř nesplnitelný a navíc nemá Karel pro své středoevropské impérium ještě dědice. To se změnilo až před jeho pětačtyřicátými narozeninami, kdy se mu narodil syn Václav. Vydáno roku 1998.
  - Druhá císařovna (1362–1368) – předčasná smrt třiadvacetileté Anny Svídnické zasáhla Karla nejkrutěji jako manžela i milence. Ze ztráty milovné ženy se nedokázal dlouho vzpamatovat a svoji čtvrtou manželku Elišku Pomořanskou si nespravedlivě ošklivil. Teprve prozřetelnost otevřela zatvrzelému manželovi oči. Nezískal zpátky Annu, ale nová choť je natolik odlišná, že stín jeho minulé velké lásky nezasahuje do té nové. Vydáno roku 1998.
  - Dotkni se nebe (1368–1378) – lucemburské dynastii se na českém trůnu otevírá skvělá budoucnost. Zatímco polský Kazimír a Ludvík Uherský jsou stále bez mužských potomků, z Karlova konečně šťastného manželství s Eliškou Pomořanskou se rodí dcery i synové, kterým bude patřit polsko-uherské dědictví. V dosud jednotném křesťanství však už klíčí první výhonky nespokojenosti se zlořády v církvi. Děj pokračuje až do dne Karlovy smrti, která ho v dvaašedesáti letech nepotkala sešlého věkem, ale nešťastnou náhodou na samém vrcholu úspěšného života. Vydáno roku 1998.

- Rozděl a panuj
  - Ty jsi dědic svého otce (1378–1386) – sedmnáctiletý Václav zdědil po svém otci Karlu IV. obrovskou říši, jež se rozkládala od moře k moři, ale s ní převzal i všechny rozkoly tehdejšího křesťanského světa. Václav však nejednou své povinnosti vladaře bezstarostně odkládá stranou a věnuje se raději lovu, hostinám a ženám. Naopak jeho bratr Zikmund si daleko naléhavěji uvědomuje ožehavé otázky evropské politiky a stává se hlavním Václavovým protihráčem v otázce lucemburského dědictví po velkém císaři Karlovi. Vydáno roku 2001.
  - Jsme jedné krve (1387–1396) – Český a římský král Václav IV. zapojuje do evropské politiky i nejmladšího Lucemburka, svého bratra Jana Zhořeleckého, zatímco uherský král Zikmund musí zadržovat Turky na Balkáně. Všichni tři královští bratři – Václav, Zikmund i Jan – jsou dědici říše Karla IV., ale ve svých činech bývají často velmi rozdílní. Přesto nikdy nezapomínají, že jsou jedné krve, a když jde o všechno, neváhají si navzájem pomoci. To už nelze říct o jejich moravském bratranci Joštovi, který nahromadil obrovský majetek, ale vskrytu prahne po královské moci. Vydáno roku 2002.
  - Vězení pro krále (1396–1403) – uzavírá trilogii, ve které se synové Karla IV. v obtížných podmínkách papežského schizmatu a za dramatických intrik a bojů o římský trůn snaží udržet vládu a vliv nad světem, který zdědili po svém otci. Je to však svět velmi změněný, ve kterém se může dokonce stát, že vězením pro krále je jeho trůn. Nejmladší ze synů císaře Karla Jan Zhořelecký již zaplatil životem za to, že se měl zařadit mezi nejpřednější vladaře světa, a tak veškerá tíha a odpovědnost za panování lucemburské dynastie zůstala na Václavovi a Zikmundovi. Oba královští bratři jsou ale tak rozdílní, že jejich společné úsilí vyvolává události s přímo opačnými důsledky, než zamýšleli. Vydáno roku 2004.

### Historické romány dle roku 1. vydání
- Král železný, král zlatý (Lev a Růže) (1977)
- Zlá léta (Lev a Růže) (1978)
- Dědici zlatého krále (Lev a Růže) (1979)
- Stříbrný jednorožec (1981)
- První muž království (Lucemburská trilogie) (1983)
- Královský nach tě neochrání (Tajemství opuštěného přemyslovského trůnu) (1984)
- Rab z Rabštejna (Lucemburská trilogie) (1985)
- Žebrák se stříbrnou holí (1987)
- Léč pana z Rožmberka (1988)
- Cval rytířských koní (Orel a Lev) (1988)
- Dvojí trůn (Orel a Lev) (1989)
- Orel a had (Orel a Lev) (1990)
- Žena pro třetího krále (1991)
- Roky před úsvitem (Lucemburská trilogie) (1993)
- Od trůnu dál (Tajemství opuštěného přemyslovského trůnu) (1993)
- Od moře k moři (Orel a Lev) (1998)
- Druhá císařovna (Orel a Lev) (1998)
- Dotkni se nebe (Orel a Lev) (1998)
- Ty jsi dědic svého otce (Rozděl a panuj) (2001)
- Jsme jedné krve (Rozděl a panuj) (2002)
- Vězení pro krále (Rozděl a panuj) (2004)
- Pán stříbrné růže (2005)
- Příběh mladšího bratra (Zrození království) (2008)
- Kdo na kamenný trůn (Zrození království) (2008)
- Cestou krále (Zrození království) (2009)
- Dítě z Apulie (Zrození království) (2011)
- Zapomenutý král (Zrození království) (2015)